# Sara Sampaio
Sara Sampaio, född 21 juli 1991 i Porto, Portugal, är en portugisisk fotomodell. Hon är sedan 2015 en av Victoria's Secret Angels.